# Tamaya
Tamaya es un antiguo centro minero ubicado en la comuna de Ovalle, en la Región de Coquimbo, a unos 20 km al noroeste de la ciudad de Ovalle. Durante el siglo XIX fue uno de los principales centros cupríferos de Chile y del mundo. 

## Historia
Nació bajo el impulso del industrial chileno José Tomás Urmeneta, quien inició la explotación de un antiguo pique indígena diaguita, ubicado en la Cordillera de Talinay. Después de ciertas exploraciones alrededor del año 1830, encontró una riquísima veta de mineral de cobre que le dio gigantescas riquezas. Dada su importancia económica vio como se fue poblando por miles de personas y, en 1868 se concluye el primer tramo del ramal Tongoy-Ovalle, uno de los primeros ferrocarriles de América del Sur, que transitaba entre Tamaya y el puerto de Tongoy, donde el mineral era procesado y cargado en barcos.

Tamaya (Cerro de).-Notable serrijón del departamento de Ovalle, cuyo punto central y de mayor altura yace en los 30° 32' Lat. y 71° 22' Lon. y que alcanza á 1,280 metros sobre el nivel del Pacífico. Dista 20 kilómetros hacia el NO. de la ciudad de Ovalle y 65 al SE. del puerto de Tongoy por el ferrocarril que va de éste hasta su cima, aunque no más de 35 á 38 en dirección recta. Forma un cuerpo de sierra desligado de todas las otras alturas, tendido de sur á norte por nueve á diez kilómetros con un ancho de seis á siete, algo escabroso y escaso de vegetación. Sus faldas por el costado occidental son comparativamente más escarpadas que las de los demás lados que caen en declives más ó menos suaves á los contornos planos que rodean el perímetro de este cerro y que facilitan el acceso á su cima, y á la cual sube por la pendiente del sur el ferrocarril aludido arriba hasta una altitud de 883 metros. En la misma cima sobro la línea central de sur á norte y en el orden de la subida del camino yacen las principales y más ricas minas de Tamaya, como son las denominadas Arenillas, Sauce, Campanil, Almagro y Pizarro de las más antiguas, El Pique (véase), Chaleco, Rosario (la de mayor hondura y bajo los 30° 33' Lat. y 71º 16' Lon. á 95 metros sobre el nivel del mar), San José, Dichosa, Guías, Murciélagos, Verde, &c. En el recuesto occidental se halla, inmediata á las otras y á 836 metros de altitud, la antigua mina llamada de las Mollacas del nombre de un arbusto indígena, el Muhlenbeckia sagittaefolia de los botánicos, y de la que se ha extraído desde 1834 abundante mineral que contenía hasta 60 por 100 de cobre. Por el lado oriental se encuentran también otras minas como las de las Tórtolas y del Borracho, y asimismo el principal centro de población, la aldea de El Oro. En fin, por el nordeste caen sus faldas á la quebrada del cerro de San Miguel extendiéndose las de su cabecera austral hasta el borde derecho del valle del río Limarí, de cuyos productos agrícolas se surte la población minera. El cerro de Tamaya, sólo á fines del siglo pasado comenzó á llamar la atención por sus vetas y filones de cobre, pero de antiguo ya llevaba el nombre que parece de procedencia de los idiomas del primitivo Perú, como los de otros de estas comarcas, aunque talvez más corrompido ó alterado. Los valores en cobre alcanzado de este cerro quizás no bajan de 25,000,000 de pesos.
Francisco Solano Asta-Buruaga y Cienfuegos, Diccionario Geográfico de la República de Chile (1897 ) 

Hacia fines del siglo XIX, una crisis económica y la baja en la ley de los minerales hizo que Tamaya entrara lentamente en decadencia, que produjo la masiva migración de sus habitantes, convirtiendo sus placillas en pueblos fantasmas. 

## Otros usos del nombre
Actualmente existe una Viña llamada Tamaya que exporta vino chileno.
Existe un grupo de productores de los alrededores del sector que cultivan pepino dulce, pimentón, maíz, porotos granados y otras variedades de verduras, denominado "Productores del Tamaya". En 2018 dicho grupo de productores se trasformó en cooperativa y desde entonces lleva el nombre de "Cooperativa Agrícola Productores del Tamaya".